# Lucien Berland

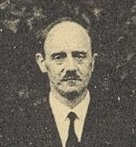
Lucien Berland in 1935

Lucien Berland (Ay, 14 mei 1888 - Versailles, 18 augustus 1962) was een Frans entomoloog en arachnoloog.
Berland studeerde af in 1908 aan de Universiteit van Parijs in de Sorbonne.